# Gustav Kagemann
Gustav Kagemann (* 31. Oktober 1901 in Halberstadt; † unbekannt) war ein deutscher Fußballspieler.

## Karriere

### Vereine
Kagemann gehörte dem VfL Halle 1896 als Torhüter an, für den er in den vom Verband Mitteldeutscher Ballspiel-Vereine organisierten Meisterschaften von 1925 bis 1927 im Gau Saale Punktspiele bestritt. Nach zwei Spielzeiten als Fünft- und Siebtplatzierter verließ er den Verein und wechselte zur Saison 1927/28 zum Lokalrivalen FC Wacker Halle, mit dem er diese punktgleich mit Borussia Halle abschloss, das Entscheidungsspiel um Platz 1 jedoch mit 1:0 gewann. Mit diesem Erfolg nahm seine Mannschaft somit an der Endrunde um die Mitteldeutsche Meisterschaft teil, die im K.-o.-System mit den 28 Gaumeistern in zwei Vorrunden, dem Viertel- und Halbfinale ausgetragen wurde, bevor die Finalpaarung feststand. Nach den am 11. und 25. März 1928 mit 2:1 über den FC Germania Halberstadt und mit 3:2 über den Naumburger SV 05 erfolgreichen Vorrundenspielen, gewann seine Mannschaft auch das Viertel- und Halbfinale am 1. und 15. April 1928 mit jeweils 4:0 über den FC Viktoria Leipzig und den FC Wacker Gera. Eine Woche später gewann der FC Wacker Halle das Finalspiel beim Dresdner SC mit 1:0. Daraufhin war er mit seiner Mannschaft als Teilnehmer an der Endrunde um die Deutsche Meisterschaft qualifiziert. Bei seinem Debüt am 8. Juli 1928 im heimischen Stadion am Zoo musste er im Achtelfinale drei Tore gegen den FC Bayern München hinnehmen und somit aus dem Wettbewerb ausscheiden.

### Auswahlmannschaft
Als Spieler der Auswahlmannschaft des Verbandes Mitteldeutscher Ballspiel-Vereine nahm er am Wettbewerb um den Bundespokal, dem Pokalwettbewerb der Auswahlmannschaften der Regionalverbände, teil.
Als Spieler des VfL Halle 1896 erreichte er zunächst das am 4. Oktober 1925 im Leipziger VfB-Stadion angesetzte Finale, das vor 30.000 Zuschauern mit 1:2 gegen die Auswahlmannschaft des Süddeutschen Fußball-Verbandes verloren, später das am 6. März 1927 im Bahrenfelder Stadion in Altona angesetzte, das vor 18.000 Zuschauern mit 1:0 gegen die Auswahlmannschaft des Norddeutschen Fußball-Verbandes gewonnen wurde.

## Erfolge
- Mitteldeutscher Meister 1928
- Meister Gau Saale 1928
- Bundespokal-Sieger 1927, -Finalist 1925